# Journée des mal brûlés
La journée des mal brûlés, parfois journée des mau-brûlez ou encore journée des maubrûlés, (27 avril 1562) est un épisode de l’histoire de Valenciennes, révélateur de l’importance prise dans la ville par l’Église réformée au milieu du XVIe siècle. Valenciennes faisait partie du comté de Hainaut dans les Pays-Bas espagnols. Deux calvinistes condamnés au bûcher ont été sauvés à la dernière minute par la population de la ville.

## Contexte
Au début du XVIe siècle, Valenciennes est une ville prospère vivant de la production et du commerce du textile. Elle compte environ 18 000 habitants. À la suite notamment de la Paix de Valenciennes (1114), une des plus anciennes chartes communales du Hainaut, l’autonomie judiciaire et les privilèges dont peuvent se prévaloir les bourgeois offrent une protection contre le pouvoir du comte de Hainaut, puis du roi, représenté par un prévôt, et une protection contre le pouvoir judiciaire de l’évêché de Cambrai en matière religieuse. De plus, une partie de l’échevinage de la ville chargé des poursuites judiciaires est acquise à la Réforme. La ville offre ainsi un terreau fertile aux prêches de pasteurs calvinistes comme Guy de Brès, formé à Genève à l’école de Jean Calvin. Le commerce du textile via l’Escaut favorise la circulation des idées et, ainsi, l’introduction de la Réforme.

## Déroulé

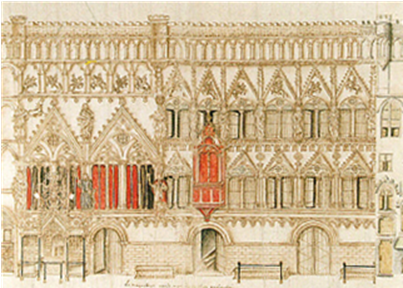
Hotel de ville siège du Magistrat, Place du Marché à Valenciennes. Manuscrit : Histoire ecclésiastique de Valenciennes par Simon Leboucq prévôt, 1650.

À la suite d’une dénonciation, Marguerite de Parme, gouvernante des Pays-Bas, apprend que Guy de Brès est en contact avec un artisan, Philippe Maillart (parfois, Guy Mallart), âgé de 29 ans ; elle ordonne au Magistrat, le représentant de l’échevinage de Valenciennes et de ses environs, d’enquêter. Le soir du 16 janvier 1562, Guy Maillart et Simon Faveau, qui se trouvent dans le même lieu, sont arrêtés. Tous deux sont calvinistes. Maillart affirme sa foi réformée. Simon Faveau est interrogé à plusieurs reprises par le Magistrat. Le prévôt demande au Magistrat de soumettre Faveau à la torture pour qu’il dénonce ses coreligionnaires. Le Magistrat s’y oppose faisant valoir que les privilèges communaux soustraient les bourgeois de la ville à ce type d’interrogatoire. Le Magistrat hésite à donner une suite rapide à ces arrestations. La gouvernante, quant à elle, se montre intransigeante, mais Jean IV de Glymes, marquis de Berghes, bailli du Hainaut, répugne à combattre la Réforme. Il répond à la gouvernante « qu’il n’était de son humeur ni de sa charge, d'être le bourreau des Hérétiques ».
Le 4 avril, l’affaire est évoquée au Conseil d’État. Le jour-même, par courrier, la gouvernante met le Magistrat en demeure de prononcer la sentence et de l’exécuter aussitôt. Deux représentants de la Ville sollicitent une audience à Bruxelles. Ils avisent la gouvernante que, dans la ville, on manifeste clairement l’intention de s’opposer par les armes à l’exécution de Maillart et Faveau. L’affaire est débattue de nouveau en Conseil d’État le 18 avril.
Convoqués au Conseil, les délégués de la Ville sont renvoyés sur le champ avec les recommandations du marquis de Berghes quant aux modalités de mobilisation de la milice bourgeoise pour assurer la police et la façon de construire un bûcher élevé relié directement à la maison communale pour se prémunir des manifestants.
N'ayant d’autre choix, le Magistrat rédige la sentence et fait installer le bûcher sans dévoiler la date d’exécution. La date retenue est le lundi 27 avril 1562, très tôt le matin. Le Magistrat compte ainsi sur l’absence d’une bonne partie des artisans du textile qui ont coutume le samedi de se rendre dans les villages voisins soit pour aller aux champs, soit pour y rencontrer leur famille, soit pour participer aux fêtes villageoises. Ils ne sont généralement de retour en ville que le lundi dans la matinée. Pour ne pas éveiller les soupçons, les soixante bourgeois qui doivent accompagner les sergents de ville pour faire la police sont convoqués la veille, tard dans la soirée, « voires qu’ilz fussent en leur litz ». À quatre heures du matin, le Magistrat et le Prévôt Jacques le Poivre se réunissent. Ils rédigent la sentence selon les instructions de la gouvernante, même si la sentence ne manque pas de sous-entendre que cette décision n’est pas l’œuvre du Magistrat, et qu’elle est prononcée sur ordres ; à défaut de les exécuter, les officiers de justice seraient tenus comme complices et punis comme tel.
Instruction est donnée de maintenir les portes de la ville closes. Les bourgeois en armes et les sergents de ville se rangent en position devant l'hôtel de ville. En dépit des espérances du Magistrat, une foule importante observe les préparatifs. Le prévôt et les échevins se présentent devant elle. Le greffier Pierre Biseau donne lecture de la sentence mentionnant la condamnation pour hérésie, condamnant Maillart et Faveau au bûcher et à la confiscation de leurs biens. Les prisonniers sont sortis de prison et poussés vers le bûcher. Simon Faveau entonne le psaume 94, celui qui appelle le jugement divin contre les puissants. Aussitôt, la foule menaçante se presse autour des condamnés. Craignant que les prisonniers ne soient libérés par la foule, le Magistrat ordonne de les ramener en prison.
La foule voit une intervention divine dans le retour des condamnés en prison, la foule se décoiffe, s’agenouille et rend grâce à Dieu. Certains se relèvent et lancent des pierres sur le Magistrat qui trouve refuge dans l'hôtel de ville, tandis que d’autres font mouvement vers le couvent des Dominicains avec l’intention de le saccager. Mais, entendant le prêche de Guillaume Cornu, un Tournaisien disciple de Guy de Brès, ils se ravisent, se précipitent vers la prison, forcent les portes et libèrent les prisonniers. Toujours enchaînés, ceux-ci sont portés sur les épaules par leurs libérateurs qui leur enlèvent leurs fers. Il est 11 heures du matin. Aidés probablement par leurs coreligionnaires du guet, les fugitifs s’échappent de la ville et rejoignent le village tout proche d’Anzin. Ils y trouvent un toit pour la nuit chez un catholique, Philippart, le meunier. Il paiera de sa tête le prix de son hospitalité.
Des deux condamnés, seul Simon Faveau sera repris et brulé vif à Valenciennes le 29 mars 1568, six mois après la mise en place du Conseil des troubles par le duc d’Albe.

## Conséquences
Ce mouvement de foule contre l'autorité de la chose jugée s'ébruite à travers tous les territoires HabsbourgAlain Lottin, La révolte des Gueux en Flandre, 2016, p. 39. L'historien français, E. Rosseeuw Saint-Hilaire, voit dans la journée des mal brûlés «la première page de la Révolte des Pays-Bas». Celle-ci apparaitra clairement avec la Révolte des Gueux quelques années plus tard (1566).

Les troupes espagnoles sur le Mont d'Anzin lors du siège de Valenciennes en 1567

Malgré la répression, le consistoire va prendre un ascendant sur le gouvernement de la Ville au point de le contrôler totalement en 1566. Le 14 décembre 1566, Valenciennes est déclarée ville rebelle par Marguerite de Parme et reprise par la force le 23 mars 1567 par le nouveau bailli du Hainaut, Philippe de Noircarmes, après un siège de trois mois. La population est désarmée et les meneurs, dont Guy de Brès, arrêtés et pendus. Les privilèges sont suspendus et la ville est gouvernée pendant près de sept années par des commissaires royaux avant de retrouver, le 16 juin 1574, ses privilèges et ses institutions. En 1568, à la suite d'un procès mené par le Conseil des Troubles, le tribunal condamnera 84 Valenciennois à la peine de mort.
Autre conséquence : la modération du marquis de Berghes, lors de ces troubles, lui a fait perdre une grande partie de son crédit auprès de Marguerite de Parme et du roi Philippe II d’Espagne. À la suite du Compromis des Nobles, le marquis de Berghes est envoyé par le Conseil d’État en Espagne avec le baron Florent de Montigny, frère cadet du comte de Hornes, en mai 1566, en vue de solliciter de Philippe II une modération des placards réprimant l’hérésie et la levée de l’inquisition aux Pays-Bas. Ils sont tous deux privés de liberté quand la Furie iconoclaste se répand sur les Pays-Bas. Le marquis de Berghes meurt des suites d’une blessure subie avant son départ en Espagne, ce qui lui évite de connaître le même sort que le baron de Montigny. En effet, Philippe II fait étrangler ce dernier le 16 octobre 1570 dans la cellule où il est enfermé dans le château de Simancas.